# Pirsagat
Pirsagat (azerski: Pirsaatçay) je rijeka u Azerbajdžanu. Rijeka je duga 199 km. Površina porječja iznosi 2280 km2. Rijeka izvire na Kavkazu odakle se kreće prema jugu. Pirsagat prolazi kroz Ismajili, Šemah, Adžigabulj te Saljanski rajon. Slijeva se u Kaspijsko jezero gdje stvara suhu deltu. U kolovozu obično presušuje. Istjek iznosi 1.2 m3/s na udaljenosti od 144 km od ušča.